# ينس روبن
ينس روبن (بالألمانية: Jens Robben)‏ هو لاعب كرة قدم ألماني في مركز الوسط، ولد في 27 أبريل 1983 في هازلونه في ألمانيا. لعب مع دينامو برلين وروت فايس أوبرهاوزن.

## وصلات خارجية
- ينس روبن على موقع قاعدة بيانات كرة القدم.إي يو (الإنجليزية)
- ينس روبن على موقع بيانات كرة القدم. دي إي (الألمانية)
- ينس روبن على موقع عالم كرة القدم.نت (الإنجليزية)